# Franz Clement
Franz Joseph Clement (Viena, 17 de noviembre de 1780 – Viena,  3 de noviembre de 1842)  fue un violinista, pianista y compositor austriaco. Es recordado además por la amistad que le unió a Ludwig van Beethoven que era 10 años mayor, y por su faceta de director de  la orquesta del Theater an der Wien donde ejercía con frecuencia las labores de concertino. 
Desde muy pequeño ocasionaba un asombro general por su extraordinaria habilidad para interpretar con el violín y memorizar las partituras más difíciles de una sola lectura. Debutó en público con apenas 9 años y viajó por toda Europa como niño prodigio, recibiendo invitaciones para actuar con los mejores músicos de su tiempo, entre ellos  Joseph Haydn y Johann Peter Salomon. Beethoven lo conoció en Viena en 1794 cuando Clement, que contaba únicamente con 14 años, interpretó un concierto con sorprendente destreza. 
Clement intervino como violinista en la primera interpretación de la Sinfonía Heroica de Beethoven en 1805 y fue también el encargado de ejecutar la parte solista del Concierto en re mayor, opus 61 de Beethoven cuando la obra fue estrenada en 1806. Se dice que la partitura fue terminada minutos antes del concierto, aunque Clement conocía ya, por su amistad con Beethoven, la parte correspondiente al solista.  
Como compositor, su obra más conocida es el concierto para violín en re mayor que fue grabado por primera vez en el año 2008 por la Royal Philarmonic Orchestra y la violinista Rachel Barton Pine.